# Mikołaj Czarnecki
Mikołaj Czarnecki, Mykoła Czarnecki CSsR (ur. 14 grudnia 1884 w Siemakowcach, zm. 2 kwietnia 1959 we Lwowie) – błogosławiony Kościoła katolickiego, redemptorysta, profesor filozofii i teologii dogmatycznej, biskup tytularny Lebedus.

## Życiorys
Pochodził z wielodzietnej rodziny chłopskiej wyznania greckokatolickiego. W młodości uczył się w Kolegium św. Mikołaja w Stanisławowie. Od 1903 roku przebywał na studiach w Rzymie, które ukończył doktoratem z teologii. 2 października 1909 roku został wyświęcony na kapłana.
Od 1910 roku był wykładowcą seminarium duchownego w Stanisławowie. W 1919 roku wstąpił do zakonu redemptorystów. Od 1926 roku jako kapłan greckokatolicki uczestniczył w misji wśród prawosławnych na Wołyniu.
Wykładał w Papieskim Seminarium Wschodnim w Dubnie, organizował parafie neounickie oraz uczestniczył w zakładaniu klasztoru redemptorystów w Kowlu. W 1931 roku papież Pius XI mianował go biskupem tytularnym Lebedus oraz wizytatorem apostolskim na Wołyniu i Podlasiu dla wiernych obrządku bizantyjsko-słowiańskiego. W tym samym roku Mikołaj Czarnecki przyjął sakrę biskupią z rąk biskupa stanisławowskiego, Grzegorza Chomyszyna. W 1939 roku arcybiskup lwowski, Andrzej Szeptycki mianował go egzarchą Wołynia, Podlasia i Polesia.
W 1939 roku biskup Mikołaj Czarnecki zmuszony został do zrezygnowania z pełnionych funkcji i opuszczenia Wołynia. Osiadł w klasztorze redemptorystów we Lwowie. Powrócił do pracy naukowej. Od 1941 roku był wykładowcą: filozofii, psychologii i teologii moralnej na Akademii Teologicznej we Lwowie.
W 1945 roku został aresztowany przez władze sowieckie i uwięziony. W latach 1946–1956 przebywał w łagrach na Syberii. Ze względu na zły stan zdrowia został zwolniony z katorgi i wrócił do Lwowa, gdzie do końca życia w miarę możliwości pełnił posługę duszpasterską i biskupią.
Pochowany został na Cmentarzu Łyczakowskim we Lwowie. W Polsce cząstka jego relikwii przechowywana jest w neounickiej cerkwi św. Mikołaja w Horodle.
Beatyfikowany przez papieża Jana Pawła II 27 czerwca 2001 roku we Lwowie w grupie 27 nowomęczenników greckokatolickich.